# Daniel Cohn-Bendit
Daniel Marc Cohn-Bendit (tiếng Pháp: [kɔn bɛndit]; tiếng Đức: [koːn ˈbɛndiːt]; sinh ngày 4 tháng 4 năm 1945) là một chính trị gia Đức-Pháp. Ông là lãnh tụ sinh viên trong sự kiện Bất ổn tại Pháp tháng 5 năm 1968 ở Pháp và lúc đó được biết tới như là Dany le Rouge ("Danny Đỏ", vì cả quan điểm chính lẫn màu tóc của ông). Ông là đại biểu Quốc hội châu Âu từ 1994-2014, đã từng là Đồng chủ tịch nhóm châu Âu Xanh-Liên minh tự do châu Âu tại Quốc hội châu Âu. Hiện tại ông là đồng chủ tịch Spinelli Group, một liên nhóm Quốc hội châu Âu với mục đích lập một dự án liên bang châu Âu.

## Thời niên thiếu
Cha mẹ Cohn-Bendit là người Do Thái. Cha ông Erich Cohn-Bendit (1902–1959) là một luật sư ở Berlin và là một Trotzkist tích cực. 1933 vì Đức Quốc xã cha mẹ ông đã phải chạy khỏi nước Đức sang sống ở Paris, Pháp. Một số thân nhân của họ là người Do Thái ở Berlin đã bị đi đầy 1942/43 tới Riga và chết hoặc bị giết chết ở đó. Từ 1936 Erich Cohn-Bendit thuộc nhóm bạn bè thân cận của nữ triết gia Do Thái Hannah Arendt, những cuốn sách của bà sau này có ảnh hưởng lớn đến Daniel.